# Endrina
L'Endrina és un compost organoclorat usat principalment com a insecticida en agricultura. També actua com a avicida i rodenticida, pel que és usat en el control de plagues de rates i ratolins.
L'endrina forma part del grup de Contaminants orgànics persistents (COPs) definits pel conveni d'Estocolm i va ser-ne prohibit l'ús a la majoria de països a partir del 1970.

## Propietats
L'endrina és un plaguicida prohibit per tot ús pel conveni de Rotterdam. Va ser exclosa de la llista de substàncies actives autoritzades per l'ús en productes de protecció de plantes en 1969.
Es presenta en forma d'una pols cristal·lina blanquinosa o cremosa que fa una lleu olor de substància química. Es fon als 200 °C i comença a descompondre's a partir dels 245 °C. És moderadament soluble en benzè i acetona, poc soluble en alcohol, àlcali i xilè i insoluble en aigua. Altament tòxica, és absorbida també pel contacte amb la pell. L'endrina és un estereoisòmer de la dieldrina.

## Producció
L'endrina és produïda per una ruta química que comença amb l'hexacloropentadiè. En afegir-li acetilè mitjançant una reacció Diels-Alder dona un isòmer de l'hexacloronorboradiè. A aquest compost li fem una altra addició Diels-Alder, aquest cop de ciclopentadiè i el derivat policíclic resultant és epoxidat per donar endrina.

## Usos
L'endrina és un ciclodiè insecticida usat en cultius de cotó, blat, arròs i canya de sucre. També es va usar limitadament en cultius de remolatxa i en Austràlia en cultius de tabac i col. Ocasionalment usat en civada pel control de rosegadors, ruixant-se el terra sota les plantes en la tardor i la primavera, a vegades en solució amb oli mineral. En el tractament de llavors, es va usar en llavors de cotó als Estats Units i llavors de fesols en Austràlia.

## Impacte mediambiental i a la salut
L'endrina és lipofílica i tendeix a bioacumular-se als teixits grassos d'organismes que viuen a l'aigua. Algunes estimacions indiquen que la vida mitjana al sòl és de més de 10 anys. És molt tòxic pels organismes aquàtics tals com peixos, invertebrats i el fitoplàncton.
L'enverinament agut per endrina en humans afecta principalment el sistema nerviós. Aliments contaminats per endrina causen danys severs per enverinament als nens petits especialment, i també a la vida silvestre.
Comparada amb la dieldrina, el grau de persistència de l'endrina en els organismes és baix a causa de la seva ràpida excreció en forma de bilis i a la seva eliminació, principalment per mitjà dels excrements.

### Efectes en la salut humana
L'endrina és ràpidament absorbida i tòxica per via oral, via cutània o inhalació, fins i tot per via respiratòria en el cas de tenir pols d'endrina dispersada en l'ambient, i actua com a estimulant del sistema nerviós central.
S'ha estimat que una dosi oral de 0,25 mg/kg pes corporal causa convulsions als éssers humans. Els símptomes poden aparèixer entre 20 minuts i 12 hores després de l'exposició i poden incloure mal de cap, mareig, nàusees, vòmits, debilitat a les cames i convulsions, podent arribar a la mort. Els compostos organoclorats poden causar depressió respiratòria i sensibilitzar el cor a catecolamina endògena, donant lloc a arrítmia cardíaca i en casos d'exposició severa a fibril·lació ventricular i par cardíac. La depressió respiratòria pot donar lloc a acidosi metabòlica i, si és necessari, caldria controlar els gasos en sang. Es recomana l'ús d'un electrocardiògraf si els símptomes són greus.

### Efectes ambientals
L'endrina és altament tòxica per a les espècies animals aquàtiques, especialment peixos, fitoplàncton i altres organismes. S'acumula ràpidament en peixos, però desapareix també ràpidament quan s'interromp l'exposició. No persisteix per llargs períodes en aigua, però sí en els sediments. La màxima concentració d'endrina a aigua potable és de 2 ppb.
L'endrina no mostra efectes significatius en els microorganismes del terreny: concentracions de 10,100 o 1000 mg/kg del terreny no tenen efecte en la descomposició de la matèria orgànica, desnitrificació, metanogènesi, reducció del sulfat o en l'evolució del diòxid de carboni sota condicions anaeròbiques.
Tot i que és menys persistent que la dieldrina al medi ambient a causa de la seva possible excreció, és encara molt persistent a causa de la seva insolubilitat en aigua, alta solubilitat en greixos, absorció en partícules en suspensió i resistència a la degradació química, física i microbiològica
- A l'aire s'associa principalment amb partícules en suspensió, però poden existir petites quantitats en fase vapor, reaccionant amb radicals hidroxil amb una vida mitra d'1,45 hores i foto degradant-se a γ-cetoendrina que presenta una vida mitra de 7 dies.
- S'absorbeix fortament al terreny, on queda immòbil i persisteix amb una vida mitjana de 12 anys. Poden haver-hi pèrdues cap a aigües subterrànies en algunes condicions o volatilitzar-se petites quantitats del sòl que acabaran a l'aire en partícules de pols.

## Precaucions
En les aigües superficials i subterrànies, s'han trobat els nivells més baixos d'aquest insecticida, encara que l'exposició a l'organoclorat a través de l'aigua potable és molt baixa. L'endrina no es descompon fàcilment en aigua i es pot acumular Arxivat 2015-07-04 a Wayback Machine. en els teixits dels organismes aquàtics (ATSDR).
L'endrina pot ser transmès als lactants per la llet materna contaminada (ATSDR).

## Regulació
Agència de Protecció Ambiental Arxivat 2015-09-07 a Wayback Machine. estableixen que el nivell màxim de contaminació de l'Endrin en aigua potable és de 0,0002 mil·ligrams per litre (ATSDR).
L'Administració de Seguretat i Salut permet 0,1 mil·ligrams per metre cúbic d'aire durant una jornada de 8 hores diàries, 40 hores a la setmana (ATSDR).